# وليد صلاح الدين
وليد صلاح الدين؛ مواليد 27 أكتوبر 1971 في القاهرة، مصر، هو لاعب كرة قدم مصري سابق كان يلعب كلاعب وسط.

## روابط خارجية
- وليد صلاح الدين على موقع الاتحاد الدولي (مؤرشف)  (الإنجليزية)
- وليد صلاح الدين على موقع قاعدة بيانات كرة القدم.إي يو (الإنجليزية)
- وليد صلاح الدين على موقع ناشيونال فوتبول تيمز (الإنجليزية)